# Nephodia flavipectus
Nephodia flavipectus là một loài bướm đêm trong họ Geometridae.